# Kerbal Space Program
Kerbal Space Program (zkráceně KSP) je počítačová hra, ve které hráč vytváří a spravuje svůj vlastní vesmírný program, v rámci kterého má možnost stavět kosmické rakety a prozkoumávat fiktivní planetární soustavu. Hra věrně simuluje Newtonovské chování těles v atmosféře i ve vakuu, ale nebere v potaz obecnou teorii relativity. Hra poskytuje téměř realistické chování těles, jako například brzdění sond o atmosféru, tzv. aerobraking. Od svého vydání si hra získala pozornost jak mezi hráčskou, tak i vědeckou komunitou.
Hráč si může vybrat ze tří herních režimů:
- Pískoviště (v angličtině Sandbox), kde může hráč stavět rakety i letadla bez omezení.
- Vědecký režim, kde hráč za objevování a vědecké mise dostává vědecké body, za které získává nové technologie. Tento režim je vhodný pro méně zkušené hráče.
- Kariéra, kde hráč získává vědu, ale musí se starat i o herní peníze, za které staví rakety, ale i Kerbalské vesmírné centrum. (Kerbal Space Center) V tomto módu se dají plnit mise.

Hru vytváří mexická vývojářská skupina Squad. První alfa verze hry byla oficiálně publikována 24. června 2011, od té doby jsou pro hru vydávány aktualizace. Od 20. března 2013 je hra distribuována skrze službu Steam.
Do hry je možné přidat velké množství rozšiřujících modifikací a modulů. Krom modulů existují i dvě oficiální rozšíření. Rozšíření Making history expansion do hry přidává simulace skutečných misí a to od Apola 11 až po sovětský raketový program. Druhé rozšíření Breaking ground expansion se soustředí na robotické součástky a na výzkumné experimenty na planetách. Rozšíření také přidávají nové součástky a obleky pro kerbonauty (astronauty z fiktivní planety Kerbin, na které začínáte svůj vesmírný program). Kerbonauty se stávají zástupci fiktivního národa/druhu Kerbalů, což jsou cca 0,75 metru vysoké zelené postavy dorozumívající se řečí - konkrétně španělsky pozpátku. Většina populace má přijímení Kerman.
Vydání navazující hry Kerbal Space Program 2 v Early Access bylo oznámeno po mnoha letech a odkladech na 24. únor 2023. Toto datum se splnilo.